# Cumignano sul Naviglio
Cumignano sul Naviglio är en ort och kommun i provinsen Cremona i regionen Lombardiet i Italien. Kommunen hade 437 invånare (2018).